# 高藏寺站

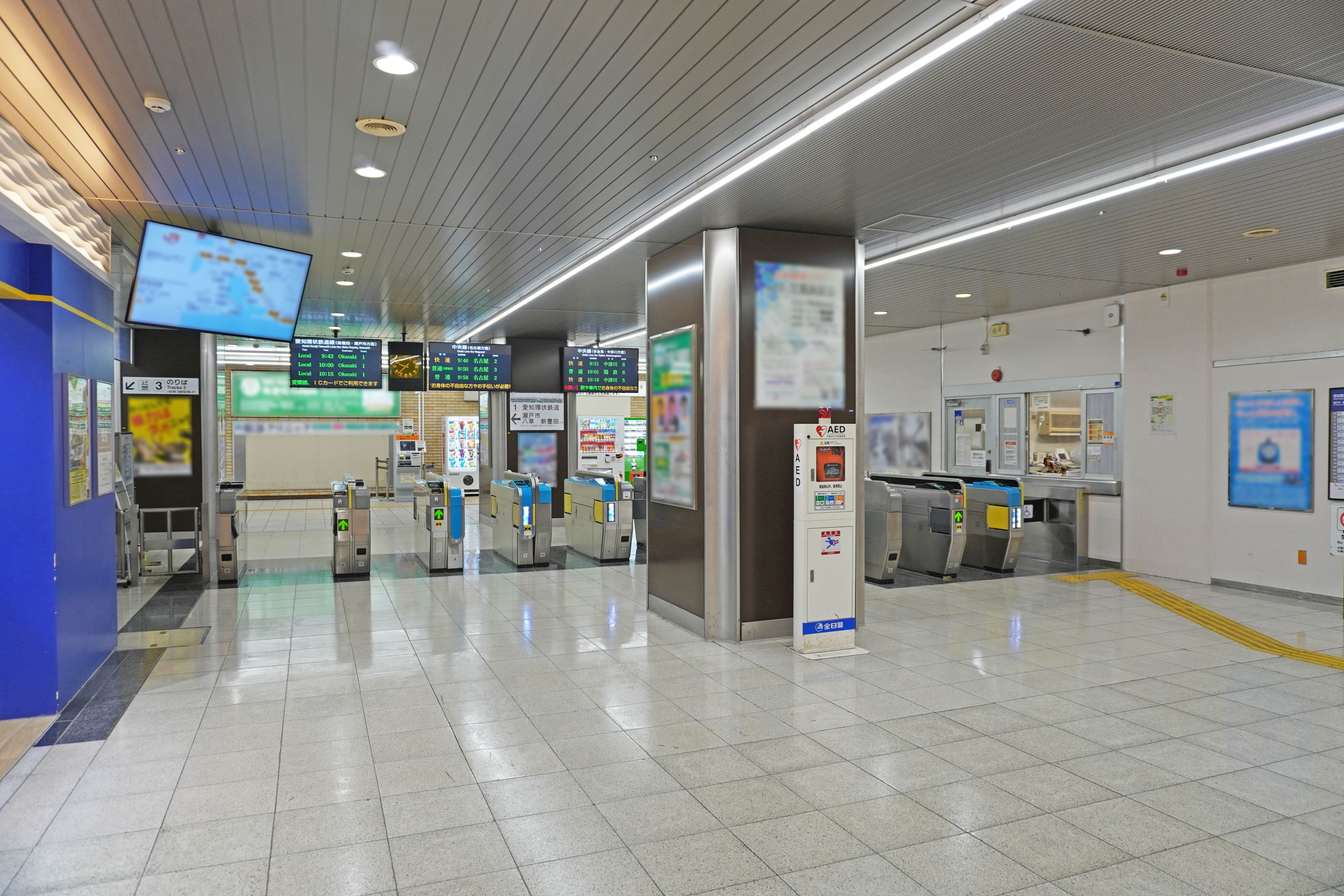
驗票閘口 (2023年1月)

高藏寺站（日语：／ Kōzōji eki */?）是位於愛知縣春日井市高藏寺町，屬於東海旅客鐵道（JR東海）和愛知環狀鐵道（愛環）的鐵路車站。本站是共同使用站，並由JR東海負責管轄。此站也是JR東海的中央本線與愛知環狀鐵道的愛知環狀鐵道線（愛環線）的轉乘站。愛環線以此站為總站，其車站編號為「23」。

## 車站構造

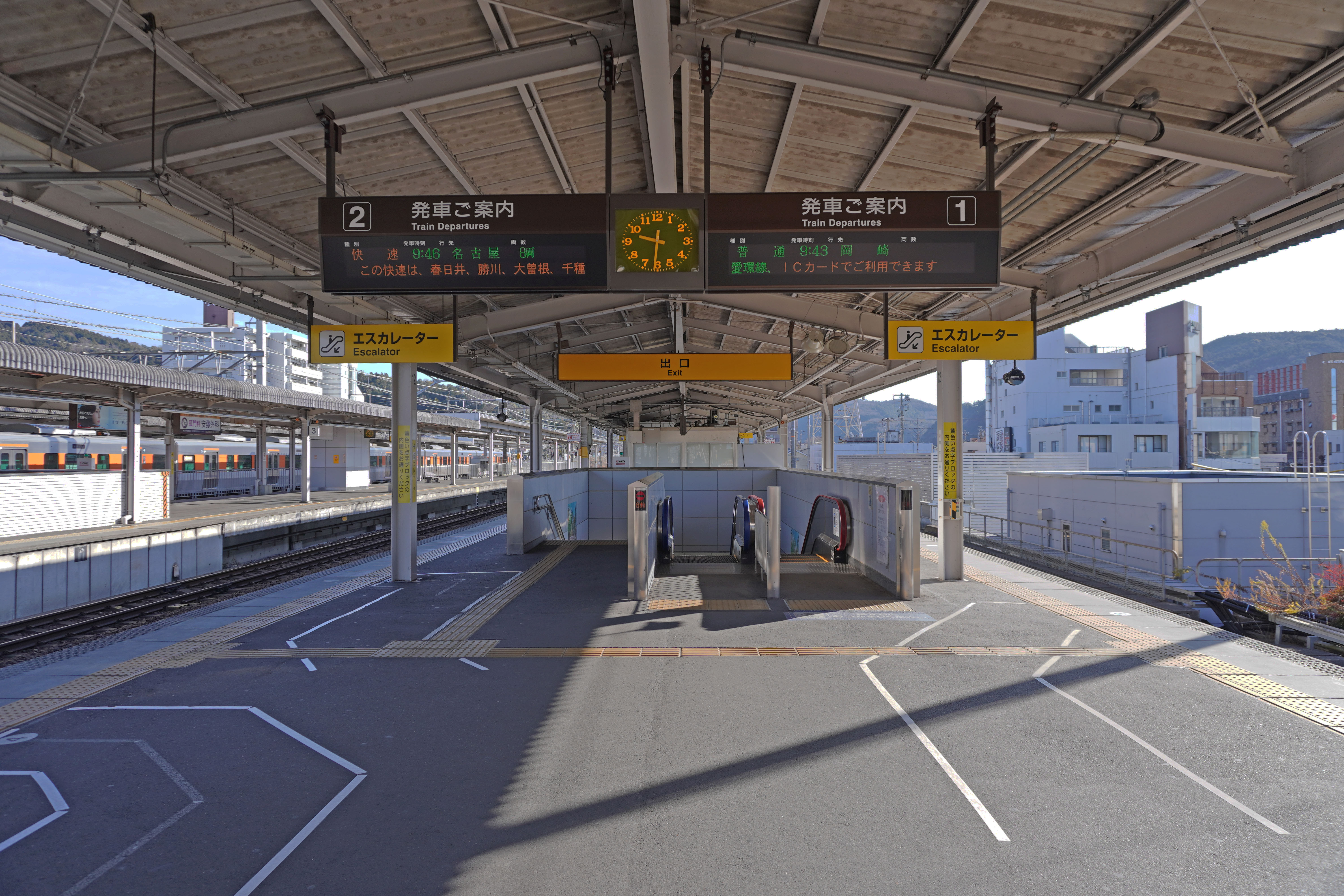
1號與2號月臺 (2023年1月)

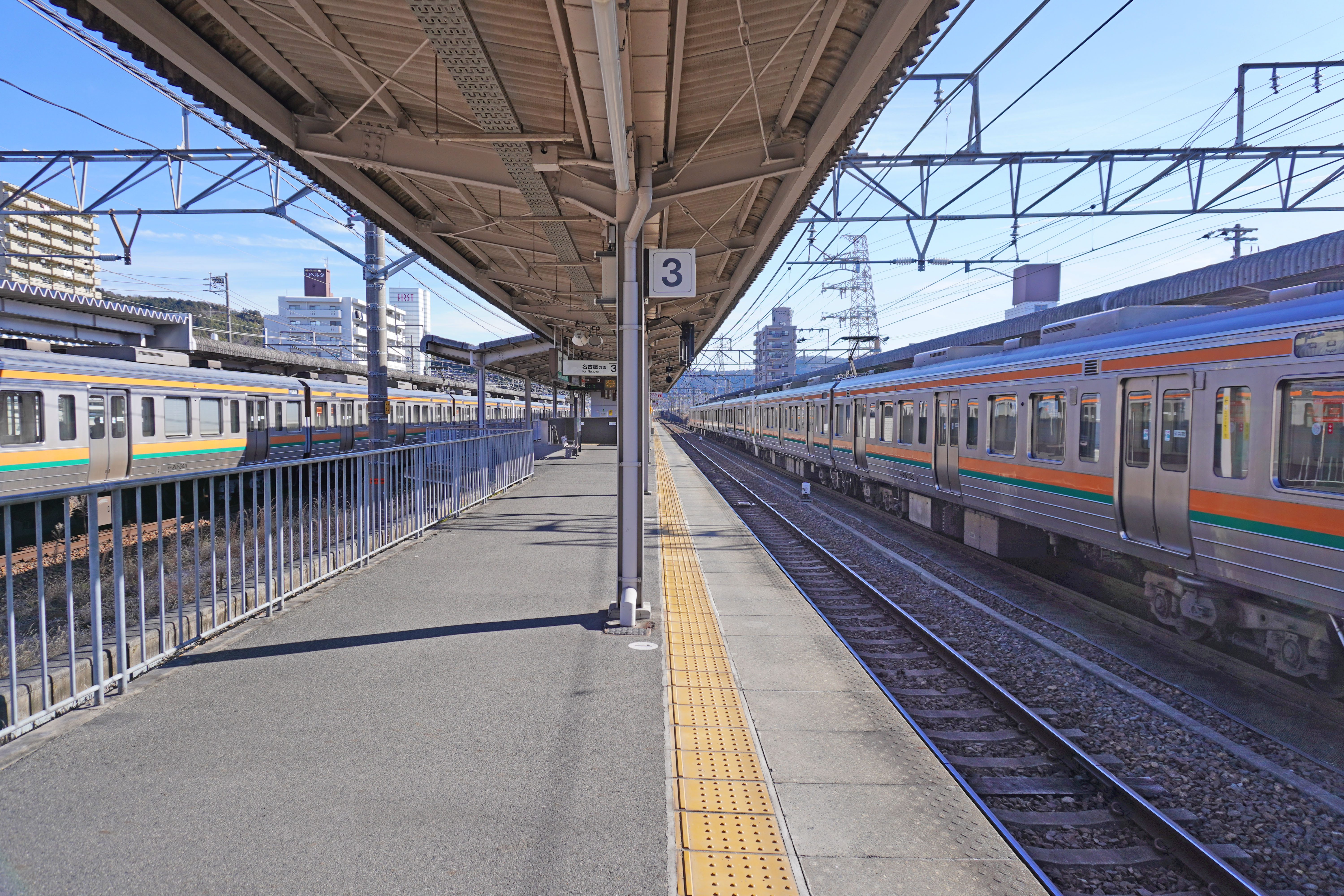
3號月臺 (2023年1月)

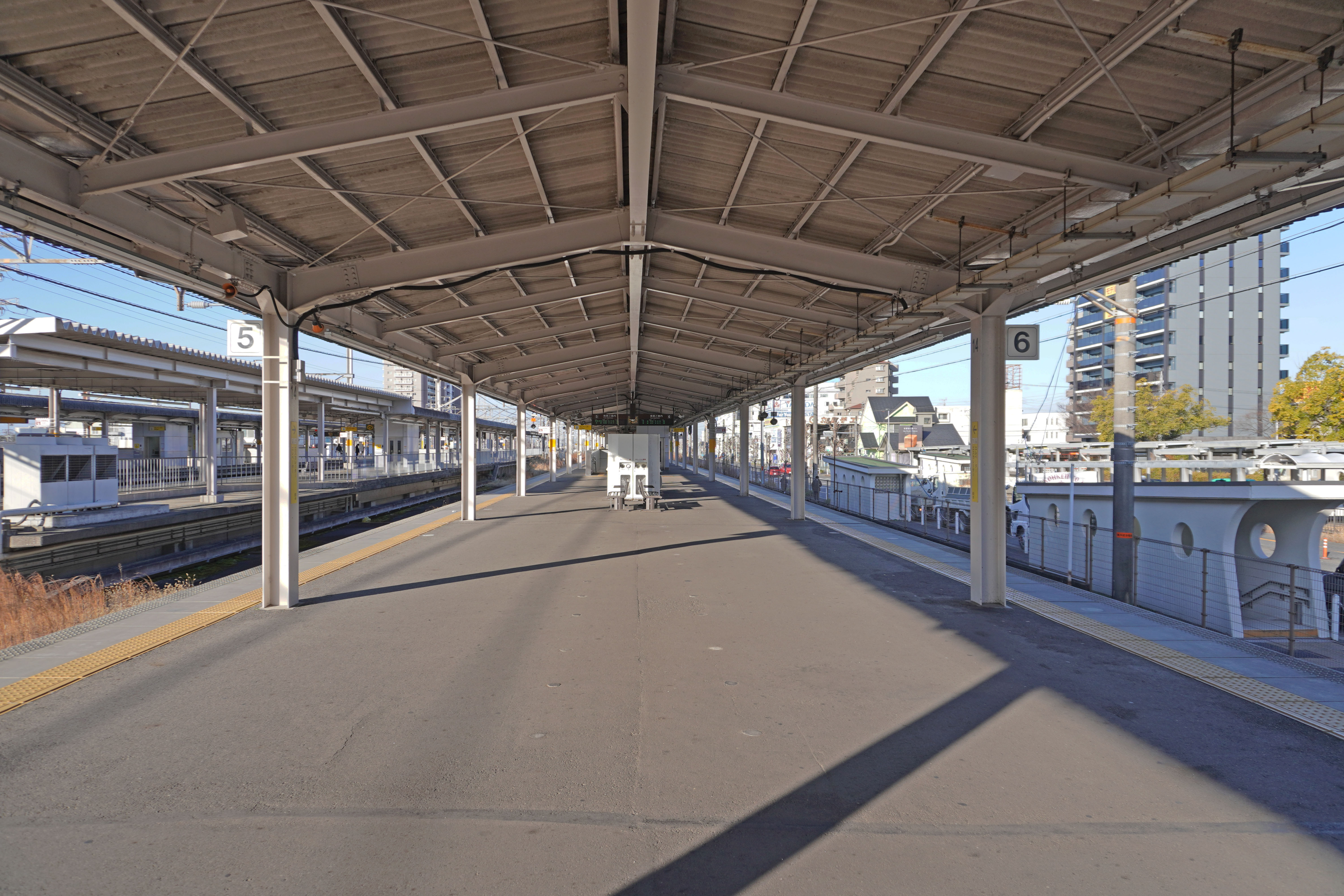
5號與6號月臺 (2023年1月)

本站的月台配置為3面5線的島式月台。3號月台在1987年國鐵分割民營化之後馬上設置。

### 月台配置
| 月台 | 路線            | 方向 | 目的地             | 備註                                                  |
| ---- | --------------- | ---- | ------------------ | ----------------------------------------------------- |
| 1    | ■愛知環狀鐵道線 | -    | 瀨戶市、新豐田方向 | 中央本線開出的直通列車在5、6號月台                    |
| 2、3 | 中央本線        | 上行 | 名古屋方向         | 愛環線開出的直通列車在1號月台 一部分此站始發在5號月台 |
| 5、6 | 中央本線        | 下行 | 多治見、中津川方向 |                                                       |

## 利用狀況
| 年度               | JR東海   | 愛知環狀鐵道 | 愛知環狀鐵道 |
| 年度               | 上車人次 | 上下車人次   | 上車人次     |
| ------------------ | -------- | ------------ | ------------ |
| 2003年（平成15年） | 21,555   |              | 3,100        |
| 2004年（平成16年） | 21,619   |              | 3,682        |
| 2005年（平成17年） | 28,780   |              | 3,837        |
| 2006年（平成18年） | 21,800   |              | 4,048        |
| 2007年（平成19年） | 21,191   |              | 4,337        |
| 2008年（平成20年） | 21,331   | 9,169        |              |
| 2009年（平成21年） | 20,618   | 9,194        |              |
| 2010年（平成22年） | 20,471   | 9,659        |              |
| 2011年（平成23年） | 20,290   | 10,101       |              |
| 2012年（平成24年） | 20,184   | 10,254       |              |
| 2013年（平成25年） | 20,394   | 10,501       |              |
| 2014年（平成26年） | 19,950   | 10,073       |              |
| 2015年（平成27年） | 20,090   | 10,414       |              |
| 2016年（平成28年） | 20,072   | 10,620       |              |
| 2017年（平成29年） | 20,256   | 10,872       |              |
| 2018年（平成30年） | 20,456   | 11,105       |              |

## 相鄰車站
東海旅客鐵道
 中央本線
- 「Home Liner瑞浪」停靠站

■快速
多治見（CF12）－高藏寺（CF09）－春日井（CF07）
■普通
定光寺（CF10）－高藏寺（CF09）－神領（CF08）
愛知環狀鐵道
愛知環狀鐵道線
中水野（22）－高藏寺（23）（－神領）

### 來源
1. ↑  1987年撮影の空中写真 - 地図・空中写真閲覧サービス（国土地理院）。1987年當時並未設置3號月台。
2. 1 2  駅構内の案内表記。これらはJR東海公式サイトの各駅の時刻表 （页面存档备份，存于）で参照可能（駅掲示用時刻表のPDFが使われているため。2015年1月現在）。

## 外部連結
- 高藏寺 - 東海旅客鐵道
- 高藏寺站 （页面存档备份，存于） - 愛知環狀鐵道